# Txerniàievo (Khabàrovsk)
|  | Per a altres significats, vegeu «Txerniàievo». |

Txerniàievo (en rus: Черняево) és un poble del krai de Khabàrovsk, a Rússia, que el 2012 tenia 1.047 habitants. Pertany al districte rural de Lazó.